# Teneshdoll
Teneshdoll (albanisch auch Teneshdolli, seltener auch Tenezhdoll/i; serbisch Тенеш До Teneš Do) ist ein Dorf in der Gemeinde Pristina im Kosovo.

## Geographie
Das Dorf liegt gebirgig siebzehn Kilometer nördlich von Pristina. Es liegt neben der Nationalstraße M-25, in Richtung Podujeva und Truda zur Autostrada R 7. Unweit von Teneshdoll verläuft der Fluss Llap.

## Geschichte
Während des Kosovokrieges versuchten jugoslawische bzw. serbische Streitkräfte ihre Aktivitäten zu verbergen, indem sie – unter anderem in Teneshdoll und Umgebung – der OSZE-KVM den Zugang zum Ort versperrten. Spätestens ab Januar 1999 sind für Teneshdoll systematische Beschießungen und Plünderungen vonseiten der serbischen Armee bezeugt.

## Bevölkerung

### Ethnien
Bei der Volkszählung 2011 wurden für Teneshdoll 359 Einwohner erfasst. Davon bezeichneten sich alle als Albaner (100 %).
| Volkszählung | 1948 | 1953 | 1961 | 1971 | 1981 | 1991 | 2011 |
| ------------ | ---- | ---- | ---- | ---- | ---- | ---- | ---- |
| Einwohner    | 160  | 165  | 174  | 188  | 258  | 275  | 359  |

### Religion
2011 bekannten sich von den 359 Einwohnern 344 zum Islam und einer bekannte sich zu keiner Religionsgemeinschaft. 13 Einwohner machten keine Angaben zu ihrer Religion und über einen konnten keine Angaben erfasst werden.